# Dolores de tiempo
Dolores de tiempo o el dolor relacionado con el clima, es un fenómeno que ocurren cuando las personas sienten dolor, particularmente en las articulaciones o migrañas con cambios en la presión barométrica y otros fenómenos climáticos.

## Información general
La mayoría de las personas que sufren de condiciones como la artritis informan un dolor intenso o menos moderado. Los síntomas también ocurren cuando los niveles de humedad cambian y cuando las precipitaciones manifiestan patrón de cambios. Otras condiciones informadas en relación con esto son lesiones óseas, la osteoporosis, la fibromialgia, y el síndrome del túnel carpiano. Las víctimas de los explosivos también sufren de dolores similares debido a las micro-fracturas en su sistema óseo.